# صلاح حسن
صلاح حسن  ( 29 ابريل 1969 - )، مطرب وفنان عراقي ولد في العمارة. كان لاعباً في نادي الطلبة في الثمانينات ، لكنه اعتزل اللعب والتحق بالوسط الفني مطلع التسعينات.

## حياته
ينحدر من عائلة فنية شجعته على احتراف الغناء فشقيقه هو الملحن احمد حسن الذي لحن له العديد من أغانيه .عُرف إذاعياً منذ عام 1989 وكانت اغنيته المشهورة «روحي الحزينة» من أولى اغانيه. عرف بأختيار الألحان والكلمات لأغانيه بلونه الرومانسي ولم يخلو مشواره الفني من الأغاني التراثية. تتلمذ على يد الموسيقار رائد جورج وكان أحد ابرز أعضاء فرقته الغنائية 
ومع بداية التسعينات كان صلاح على موعد مع الشهرة واستطاعت اغنياته ان تلقى قبولا لدى المستمعين فسجل أول أغنية له في عام 1991 بعنوان (روحي الحزينة) التي لاقت نجاحا منقطع النظير، قام بعدها بتصويرها وعرضها وكانت من الأغاني الواسعة الانتشار التي استحسنها الجمهور.
توالت بعدها أعماله الغنائية فسجل أكثر من 120 أغنية وصور عشرات الكليبات وان آخرها كليب (تروح)، أحيا العديد من الحفلات داخل وخارج العراق وشارك في أوبريت الفرحة العراقية مع نجوم الأغنية العراقية، كما أدى أغنية (شفتو لاعب) التي شارك فيها الشعب العراقي فرحة فوز المنتخب الوطني  ببطولة كأس أمم آسيا 
سجل موخرًا ديو وتصويره بعنوان (ياعراق يومك هليوم) للتشجيع على القيام بالتصويت في الانتخابات العراقية وحق إيصال الأصوات وقد لاقت الأغنية شعبية واسعة.

## أعماله الفنية

### الاغاني
- ابعدي
- اتمنى روحي تصير
- ارتاح
- شلون احبك
- افترقنا
- افكر بيك
- الجريح
- العب (صلاح حسن واحمد حسن)
- العيون السود
- الليلة اشوفك
- الماضي انتهى
- المعدل دويتو (صلاح حسن واحمد حسن)
- اليوم ما اعوفك
- اموت روحي
- انا يا ناس
- أنت أجمل قدر
- أنت الحب
- أنت حبيبي
- انتهيت
- انكشفت اللعبة (صلاح حسن وايسر القاسم)
- اهد روحي
- ايدك بيدة
- يقولون الهوى
- بهيده
- تالي شلون
- تبجين
- تروح
- تسألني
- تستاهل حزن شسويت بيه
- تعالوا عليه
- تعب... سهر
- تمنيت ارجع للوطن
- جيبولي ياه
- حال الدنيا (احمد حسن وصلاح حسن)
- حاير
- حبيت وعيوني بجن
- خايف
- خليني
- ذكروني بيك
- راح الوفى
- ردت اقولك
- ردي
- سحر العيون
- سرنا وياكم
- شتريدني بلياك
- شد حيلك يا عراق (دويتو مع نصرت البدر)
- شسوه بيه
- شفتوا لاعب
- شلون اجيك
- صافن حبيبي
- ظالم
- عايش بروحي
- عزيزين
- عساك تعود
- عهد روحي
- عوفهم
- عيد ميلاد الطيبة امي
- عيني ومي عيني
- عيون غزلان
- فدوه فدوه
- قبل ما اروح
- كلامك
- كوكتيل
- كون بس الليلة اشوفك
- لا تنساني
- لا يا حبيبي
- لا تسأل المجروح
- لأجلك اترك الدنيا
- لليل الشتاء
- لوحدي (دويتو مع علي صابر)
- ليش احبك
- ما يحبني
- ماخفي عنك
- مايعرف الحال
- مر مره بيه
- مسامحين
- ممنون يا طيب
- نسيت
- هبي فلانتاين
- همي اشكي
- هو العمر
- وعدني
- وفر دموعك
- وين رحلت
- وينك أنت
- يا قلبي شتريد من عندي
- يوجعني
- اكلك شي